# (32367) 2000 QL144
2000 QL144 (asteroide 32367) é um asteroide da cintura principal. Possui uma excentricidade de 0.08403710 e uma inclinação de 5.04816º.
Este asteroide foi descoberto no dia 31 de agosto de 2000 por LINEAR em Socorro.